# Barka poetow
Barka poetow (ros. Барка поэтов) – emigracyjna rosyjska grupa literacka w II Rzeczypospolitej
Grupa działała w latach 1926–1928 przy Uniwersytecie Stefana Batorego w Wilnie. Na jej czele stanął Gieorgij K. Rozwadowski (Sorgonin), który powołał grupę. Kolejnym przewodniczącym był Dorofiej D. Bochan. W skład grupy wchodzili m.in. Konstantin I. Olenin, I. I. Pietrow, T. A. Sokołowa, M. Bożeniakow, A. Rumiancew. Organizowano wieczorki literackie, poświęcone znanym poetom i prozaikom rosyjskim oraz różnym przejawom rosyjskiej kultury i sztuki (np. wieczorki moskiewskie i petersburskie). Odbywały się też autorskie czytania utworów literackich.